# بوگدان موسیو
بوگدان موسیو (انگلیسی: Bogdan Musioł؛ زادهٔ ۲۵ ژوئیهٔ ۱۹۵۷) ورزشکار بابسلد اهل آلمان بود.
وی در مسابقات کشوری و بین‌المللی در مجموع برندهٔ ۴ مدال طلا، ۷ مدال نقره، ۳ مدال برنز شده‌است.